# Agawam (Massachusetts)
Pour les articles homonymes, voir Agawam.
Agawam est une ville du comté de Hampden au Massachusetts, aux États-Unis.